# Birabongse Bhanubandh
Birabongse Bhanutej Bhanubandh, beter bekend onder de naam Prince Bira (Bangkok, 15 juli 1914 – Londen, 23 december 1985) was een Thaise autocoureur die vooral Formule 1-races heeft gereden.
In 1939 en 1954 deed hij mee aan de 24 uur van Le Mans.
In 1948 won hij de eerste Grote Prijs die in Nederland werd gereden: de Grote Prijs van Zandvoort. In 1949 werd hij derde.
Tussen 1950 en 1954 racete hij negentienmaal een Grand Prix. Hij reed voor de teams Enrico Platé, Gordini, Connaught, Maserati en Scuderia Milano. Hij behaalde tweemaal een vierde eindklassering, zijn beste klassering in zijn carrière.
Als zoon van een prins kwam hij in 1927 naar Europa om zijn opleiding voort te zetten, hij deed dit aan het Eton College en de Universiteit van Cambridge. De op het Westen gerichte Bhanubandh racete in verschillende andere raceklassen in Europa en stopte zijn carrière in de jaren vijftig.
Eind 1985 overleed Prince Bira op 71-jarige leeftijd op het Londense metrostation Barons Court aan een hartinfarct.
- Library of Congress Control Number: nb2011022465
- Nationale bibliotheek van Australië: 35458440
- Système universitaire de documentation: 142275298
- Trove: 959993
- Virtual International Authority File: 175981718
- WorldCat: E39PBJwRW383t6JqrMFHKxhGpP